# Archernis flavidalis
Archernis flavidalis is een vlinder (nachtvlinder) uit de familie van de grasmotten (Crambidae). De wetenschappelijke naam van deze soort is voor het eerst geldig gepubliceerd in 1908 door George Francis Hampson. De spanwijdte bedraagt 32 millimeter.
De soort komt voor in Kenia en Zuid-Afrika.